# Concilio de Letrán (649)

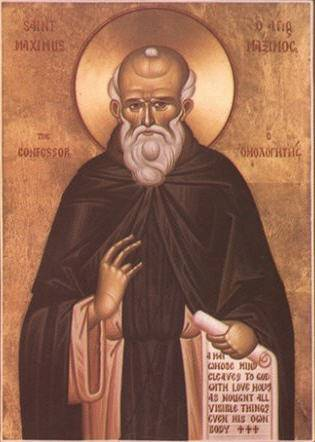
Máximo el Confesor, posible autor de las actas del concilio.

El Concilio de Letrán de 649, también conocido como primer o segundo Sínodo Lateranense fue un sínodo convocado por el papa Martín I el año 649 y celebrado en la Archibasílica de San Juan de Letrán, en Roma, para condenar el monotelismo, una doctrina cristológica defendida por el Patriarca de Constantinopla Sergio I y otros obispos orientales según la cual Jesucristo tenía únicamente una voluntad divina y ninguna humana. Este sínodo no es reconocido como Concilio Ecuménico, pero representa el primer intento de un papa por reunir un concilio independientemente del emperador bizantino. Según varios autores, los cánones de este sínodo fueron elaborados por el teólogo Máximo de Constantinopla, llamado el Confesor.
Sin embargo, una vez finalizada la reunión, el papa Martín y Máximo fueron detenidos en 653 por el exarca de Rávena bajo las órdenes del emperador Constante II, que apoyaba el monotelismo. El papa Martín fue condenado sin juicio y murió antes de que fuera enviado a la Capital Imperial, Constantinopla, por lo que es el último sumo pontífice venerado como mártir. Máximo fue condenado, torturado y enviado al exilio.
La doctrina de este concilio fue finalmente aprobada por el Concilio de Constantinopla III, en 680.